# 薩克島 (威爾克斯地)
薩克島（英語：Sack Island）是南極洲的島嶼，位於威爾克斯地，處於紐科姆灣東部，處於霍爾島南端以東0.3公里，屬於風車群島的一部分，長0.6公里，根據美國海軍拍攝空中照片繪入地圖，現時由南極條約體系管理。